# Perophora viridis
Perophora viridis is een zakpijpensoort uit de familie van de Perophoridae. De wetenschappelijke naam van de soort werd in 1871 voor het eerst geldig gepubliceerd door Verrill. Het wordt gevonden in de tropische westelijke Atlantische Oceaan.

## Verspreiding
Perophora viridis komt voor in de tropische westelijke Atlantische Oceaan, de Caraïbische Zee en de Golf van Mexico. In het Caraïbisch gebied is het overvloedig aanwezig in voedselrijke lagunes waar de kruipende stoloon zich als een wijnstok over de zeebodem, over zeewier en oesters en rond mangrovewortels verspreidt. Het groeit vaak verweven met de boomachtige mosdiertjessoort Amathia vidovici en minder vaak met een andere mosdiertjessoort, Zoobotryon verticillatum. De uitlopers van zakpijpen en mosdiertjes lopen evenwijdig aan en om elkaar heen, waardoor het geheel één organisme lijkt.